# Reiss Nelson
Reiss Luke Nelson  (Londres, 10 de dezembro de 1999) é um futebolista inglês que atua como ponta-direita. Atualmente, joga no Arsenal.

## Carreira
Nelson nasceu em 10 de dezembro de 1999 em Elephant and Castle, Londres, filho de pai zimbabuano e mãe inglesa. Ele ingressou na academia do Arsenal quando tinha 9 anos de idade. Nelson causou uma grande impressão em treinadores de jovens, sendo posteriormente transferido para "pelotões" acima de sua faixa etária. Nelson disputou 35 jogos pelas equipes jovens do Arsenal, incluindo 9 jogos na equipe Sub-21 na campanha 2016-17. Após várias atuações impressionantes nas equipes de juniores, Nelson assinou seu primeiro contrato profissional com o Arsenal em 10 de dezembro de 2016, após seu 17º aniversário. Arsène Wenger incluiu Nelson na equipe para a turnê de pré-temporada 2017-18.
Em 19 de julho de 2017, Nelson fez sua primeira participação no Arsenal contra o Bayern de Munique na pré-temporada de 2017 da International Champions Cup. Nelson fez sua primeira aparição competitiva para o primeiro time do Arsenal no Community Shield, entrando como substituto contra o Chelsea. O Arsenal venceu por 4–1 nos pênaltis.
Em 14 de setembro de 2017, Nelson fez sua estréia na Europa como ele veio como um substituto para Theo Walcott na marca de 82 minutos no jogo da Liga Europa contra o FC Köln. Ele fez sua primeira partida pelo clube contra o Doncaster Rovers na Copa da Liga em 20 de setembro de 2017.
Em 20 de janeiro de 2018, Nelson fez sua estréia na Premier League em uma vitória por 4 a 1 contra o Crystal Palace, entrando como substituto aos 72 minutos do segundo tempo.
Em 8 de abril de 2018, Nelson fez sua primeira partida como titular na Premier League na vitória por 3 a 2 sobre o Southampton. Ele foi retirado aos 64 minutos para Jack Wilshere.
Em 17 de maio de 2018, Nelson ganhou o prêmio de Jogador do Ano PL2.

## Carreira internacional
Em maio de 2016, Nelson fez parte do time de futebol nacional sub-17 da Inglaterra, que chegou às quartas-de-final do Campeonato da Europa Sub-17 de 2016, jogando quatro partidas e marcando três gols. Ele também é elegível para jogar no Zimbábue devido a sua herança zimbabuense através de seu pai.

## Títulos
Arsenal
- Supercopa da Inglaterra: 2017, 2020
- Premier League 2: 2017–18
- Copa da Inglaterra: 2019–20

### Prêmios individuais
- Equipe do torneio do Campeonato Europeu Sub-17 de 2016[17]
- Jogador do mês da Premier League 2: Agosto de 2017[18]
- Jogador do ano da Premier League 2: 2017–18[14]